# Itame abbreviata
Itame abbreviata là một loài bướm đêm trong họ Geometridae.